# Amphisbaena absaberi
Amphisbaena absaberi е вид влечуго от семейство Amphisbaenidae.

## Разпространение
Видът е разпространен в Бразилия.